# كارل أوليفر
كارل أوليفر (بالإنجليزية: Karl Oliver)‏ هو سياسي أمريكي، ولد في 24 مارس 1963 في وينونا في الولايات المتحدة. حزبياً، نشط في الحزب الجمهوري. وقد انتخب عضو مجلس نواب مسيسيبي.

## وصلات خارجية
- الموقع الرسمي